# Jean Menesson
Jean Mennesson (1916-1945) fut, pendant la Seconde Guerre mondiale, un agent secret britannique du Special Operations Executive. Il effectua deux missions en France.

## Identités
- État civil : James Francis George Mennesson
- Comme agent du SOE :
  - Nom de guerre (field name) : « Henri »
  - Nom de code opérationnel : BIRCH
  - Enregistré par le SOE : James Francis George Menzies

Parcours militaire : SOE, section F, General List ; grade : captain ; matricule : 183054.

## Famille
Sa femme : Maureen Menzies

## Éléments biographiques
James Francis George Mennesson naît le 24 juillet 1916, en France. Il réside en Essex. Il est enseignant au lycée français de Kensington (Londres).

### Première mission
Sa première mission en France consistait à prendre contact avec Virginia Hall, à Lyon.
Il arrive en France par felouque le 21/22 avril 1942. En même temps que lui, sont débarqués à Antibes Maurice Pertschuk « Eugène » et Paul Le Chêne « Victor ». Il se rend à Cannes, puis à Lyon, où Virginia Hall le met en contact avec Georges Duboudin « Alain », le chef du réseau SPRUCE, qui lui confie de diriger, en son nom, le journal clandestin Le Coq enchaîné du groupe COMBAT. À la fermeture du journal, il obtient un emploi de couverture à la Délégation du Rhône pour le Secours National.
En juin 1943, sa secrétaire est arrêtée et la Gestapo est sur ses traces. Il décide de quitter la France : il traverse les Pyrénées à pied et arrive en Angleterre le 2 septembre 1943.

### Deuxième mission en France
Définition de la mission : monter et commander le réseau BIRCH. Obtenir un emploi au Secours National, mais à Paris cette fois. Mettre au point une méthode pour empêcher les Allemands de réquisitionner les stocks de nourriture et les magasins de vêtements du Secours National. Si possible, soumettre au Secours National des plans de coordination des besoins civils, pour permettre aux Alliés d’estimer les besoins. Son nom de guerre est « Henri ».
Il est amené en avion dans la nuit du 15 au 16 novembre 1943. Paul Pardi, André Maugenet et lui vont prendre le train pour Paris. Ils sont suivis jusqu'à la gare. En choisissant de voyager dans trois compartiments différents, ils gênent les deux personnes qui les suivent. Mais, arrivés à la gare de Paris-Montparnasse, ils se retrouvent et sont alors arrêtés tous les trois. Paul Pardi et Jean Mennesson ne parlent pas.
Il est exécuté en captivité, le 29 mars 1945, à Flossenbürg.

## Reconnaissance

### Distinction
- Royaume-Uni : membre de l’Ordre de l’Empire britannique  (MBE), military division.
- France : Croix de guerre 1939-1945 avec palme.

### Monuments
- En tant que l'un des 104 agents du SOE section F morts pour la France, James Mennesson est honoré au mémorial de Valençay (Indre).
- Brookwood Memorial, Surrey, panneau 21, colonne 3.
- Musée du camp de Flossenbürg : une plaque, inaugurée le 22 juillet 2007, rend hommage à Jean Mennesson parmi quinze agents du SOE exécutés.